# Uszta Gyula
Uszta Gyula (Nagygút, 1914. június 22. – Budapest, 1995. január 30.) erdész, katonatiszt, altábornagy.

## Pályája
Neve 1944-től vált ismertté, amikor Kárpátalján a Szovjetunió csapatainak támogatására partizáncsoportot szervezett, majd a Vörös Hadsereghez csatlakozott. Zemplén vármegyei főispán volt 1947-48 között. Először a Magyar Néphadsereg egyik harckocsizó ezredének parancsnoka, majd 1952-ben vezérőrnagy, a páncélos alakulatok parancsnoka. 1954 őszén vezérkari akadémián tanult a Szovjetunióban.
Az 1956-os forradalom idején a fővárosi karhatalom megszervezője (1956. november 4-e után), és a Kádár-kormány megbízásából a Néphadsereg Katonatanácsának elnöke is. Az 1958-as, Nagy Imrét és társait elítélő koncepciós perben Maléter Pál ezredes elleni tanúk egyike.
1956 decembere és 1962 között a honvédelmi miniszter első helyettese, altábornagy. 1957-ben jelentős átszervezést hajtott végre a Magyar Néphadseregben. Az MSZMP IKB, majd Központi Bizottság tagja (1956-66), valamint több mint 30 éven át a Elnöki Tanács tagja (1953–1985). Az MHS elnöke, majd az MHSZ főtitkára (1962 és 1969 között), ezután a Magyar Partizán Szövetség főtitkára (1969-82).

## Külső hivatkozások
- Az Államszocializmus kora Magyarországon - u-betűs nevek, (tananyagsegédlet) geocities.com
- Magyarország a XX. században - A hadsereg szervezete és vezetése a konszolidáció időszakában (1956–1959), Babits Kiadó, Szekszárd, 1996-2000, ISBN 963-9015-08-3
- Kárpátalja mint Zakarpatszká-Ukrajna autonóm szovjet tagköztársaság (1944. november 27. – 1946. január 22.), Valóság, XLIX. évfolyam 6. szám, 2006. június
- Uszta Gyula katonai ruhában (fotó), 1944-45 körül
- TÖRTÉNELMI TÁR - Uszta Gyula
- Uszta Gyula és Péter János a belgrádi konferencián, 1977 (osztrák újságcikk, német nyelven)